# Грушевський Лев Абрамович
Лев Абрамович Грушевський (нар. 1893, Катеринославська губернія — розстріляний 13 липня 1937, Київ) — радянський діяч, заступник народного комісара радгоспів СРСР, заступник народного комісара земельних справ УСРР. Член ВУЦВК ХІІІ скликання (1935—1937).

## Біографія
Народився в родині власника майстерні із виробництва сельтерських вод. З липня 1910 до серпня 1912 працював машиністом у кустарній майстерні із виробництва сельтерських вод, якою володів батько в місті Гуляй-Полі. З вересня 1912 до червня 1914 року навчався в гімназії міста Катеринослава. З липня до вересня 1914 року працював репетитором у місті Єнакієво Катеринославської губернії.
У жовтні 1914 — серпні 1917 року — рядовий 73-го Кримського піхотного полку російської армії в місті Вінниці; рядовий 19-ї піхотної дивізії 7-ї армії Південно-Західного фронту. Учасник Першої світової війни.
З вересня до жовтня 1917 року — керівник «Робітничого університету» в місті Гуляй-Поле.
У листопаді 1917 — березні 1918 року — комісар освіти, член президії Гуляй-Пільського волосного революційного комітету.
З квітня по травень 1918 року був безробітним у місті Катеринославі.
У червні — грудні 1918 року — діловод Єлисаветградського міського продовольчого управління Херсонської губернії.
У січні — березні 1919 року — заступник Єлисаветградського повітового військового комісара.
З квітня до червня 1919 року — командир комуністичного полку міста Одеси. З липня до вересня 1919 року — комісар групи військ Південного фронту із ліквідації загонів Махно і Григор'єва.
У жовтні 1919 — лютому 1920 року — ад'ютант штабу 478-го стрілецького полку РСЧА.
Член РКП(б) з жовтня 1919 року.
З березня до серпня 1920 року — інспектор Управління начальника гарнізону міста Архангельська.
З вересня 1920 до січня 1921 року — помічник інспектора піхоти Заволзького військового округу.
У лютому — жовтні 1921 року — командир 148-ї окремої стрілецької бригади РСЧА.
У листопаді 1921 — жовтні 1922 року — курсант Військової академії РСЧА в Москві, закінчив перший курс.
У листопаді 1922 — серпні 1924 року — завідувач відділу племінних господарств Народного комісаріату землеробства Української СРР.
У вересні 1924 — січні 1930 року — голова правління «Укрдержгоспоб'єднання» («Укррадгоспоб'єднання») та завідувач «Укррадгосптресту» (Українського республіканського радгоспного об'єднання) в місті Харкові. Одночасно був уповноваженим Трактороцентру СРСР в Українській СРР.
У лютому 1930 — вересні 1932 року — директор Всеросійського об'єднання «Скотар» — член колегії Народного комісаріату землеробства СРСР.
У жовтні 1932 — вересні 1933 року — заступник народного комісара радгоспів СРСР.
У жовтні 1933 — травні 1934 року — уповноважений Народного комісаріату радгоспів СРСР по Казакській АРСР.
У червні 1934 — січні 1935 року — начальник Київського обласного земельного управління.
У лютому 1935 — липні 1936 року — заступник народного комісара землеробства Української СРР. У липні 1936 — лютому 1937 року — 2-й заступник народного комісара землеробства Української СРР та редактор журналу «Зернове господарство».
Співавтор хрестоматії «Аграрне питання у висвітленні теоретиків марксизму» (М., 1930), автор брошури «Найближчі завдання тваринницьких радгоспів», Алма-Ата, 1933.
У лютому 1937 року заарештований органами НКВС. У березні 1937 року виключений із ВКП(б). 13 липня 1937 року засуджений до розстрілу, того ж дня розстріляний.
Посмертно реабілітований.